# Vetenskapsåret 1919

## Händelser
- 16 maj - Alcock och Brown genomför den första transatlantiska flygningen, från Newfoundland via Azorerna till Lissabon. Flygplansbåten av modell Curtiss NC-4 tillhör USA:s flotta.
- 29 maj - Albert Einsteins allmänna relativitetsteori prövas-bekräftas av Arthur Eddington som observerar en total solförmörkelse i Principe, och av Andrew Crommelin i Sobral, Ceará, Brasilien.[1]
- 14 juni - Alcock och Brown genomför den första transatlantiska flygningen utan mellanlandning, från Newfoundland till Irland. Flygplanet är en Vickers Vimy.
- 6 juli
  - Den första transatlantiska flygningen västerut, från England till New York, genomförs med brittiska flottans luftskepp R-34.
  - Världens första institut för sexologisk forskning, Institut für Sexualwissenschaft öppnas i Berlin av läkarna Magnus Hirschfeld och Arthur Kronfeld.
- 8 oktober - LZ 120 Bodensee genomför enda landningen av en zeppelinare i Sverige.
- 24 oktober - Kungliga Ingenjörsvetenskapsakademien konstitueras.
- 1 december - Den första rundradiostationen i Nordamerika börjar sina utsändningar, nämligen anropssignalen XWA (senare CFCF och CINW) i Montréal.

## Pristagare
- Bigsbymedaljen: Douglas Mawson [2]
- Copleymedaljen: William M. Bayliss
- Nobelpriset: [3]
  - Fysik: Johannes Stark
  - Kemi: Inget pris utdelades
  - Fysiologi/medicin: Jules Bordet
- Sylvestermedaljen: Percy MacMahon
- Wollastonmedaljen: Aubrey Strahan [4]

## Födda
- 23 januari - Hans Hass, österrikisk zoolog och oceanograf.

## Avlidna
- 19 februari - Frederick DuCane Godman (född 1834), engelsk entomolog och ornitolog.
- 16 mars - Elisabet Petersson (född 1873), svensk zoolog.
- 4 april - William Crookes (född 1832), engelsk kemist och fysiker.
- 30 juni - Lord Rayleigh (född 1842), brittisk fysiker, Nobelpristagare.
- 21 juli - Gustaf Retzius (född 1842), svensk anatom.
- 8 augusti - Ernst Haeckel (född 1834), tysk zoolog.

### Fotnoter
1. ↑  Eclipse that Changed the Universe – Einstein's Theory of Relativity
2. ↑  ”Geological Society”. Arkiverad från originalet den 5 juni 2011. https://web.archive.org/web/20110605101836/http://www.geolsoc.org.uk/gsl/society/history/page753.html. Läst 13 april 2011.
3. ↑  ”Nobelpriset”. http://nobelprize.org/nobel_prizes/lists/all/index.html. Läst 10 april 2011.
4. ↑  ”Geological Society”. Arkiverad från originalet den 5 juni 2011. https://web.archive.org/web/20110605102217/http://www.geolsoc.org.uk/gsl/society/history/page750.html. Läst 13 april 2011.